# バーサ・ラム
バーサ・ボイントン・ラム（Bertha Boynton Lum、1869年5月 - 1954年2月）は、アメリカ合衆国の女性版画家。

## 来歴
アメリカのアイオワ州ティプトンに父ジョゼフ・W・ブル（1841年 - 1923年）と母ハリエット・アン・ボイントン（1842年 - 1925年）の子として生まれた。蘭夢とも号している。1893年、24歳の時、ジャポニスムに沸くシカゴにおいてシカゴ万博が開催された際に、日本美術に魅入られ、1895年、当時、アーツ・アンド・クラフツ運動の中心地であったシカゴ美術館において絵画を学んだ。また、ステンドグラスデザインとイラストレーションの指導も受けている。1903年に新婚旅行で初来日した時、浮世絵版画の職人を探し、帰国直前、ようやく横浜市において老職人に出会い、その技法を習得した。帰国後には、フェノロサの影響を受けたアーサー・ダウの教科書を手がかりとして木版画を制作している。1907年に再来日し、14週間の滞在中、岩村透の紹介により彫師の伊上凡骨に師事、摺師の西村熊吉について摺りの修業をし、日本伝統木版技術を学んだ。そして、同年、初めての多色木版画「芝居小屋の通り」を制作している。以降、そのようにして、自作の水彩画を多くの木版画に翻案していったのである。なかには、彫摺も自ら行った場合もあった。1911年には幼い娘たちを連れて再来日し、彫師、摺師を雇って自宅に同居させ版画制作をした。ラムはラフカディオ・ハーン（小泉八雲）の著書から強い影響を受けて、日本の民話や怪談を主題とした「狐女」など幻想的で独創的な木版画を作っている。その作品は淡く優しい彩色で、夢幻的な印象が強い。その後、数度にわたり日本に滞在した。1922年には娘たちと北京に滞在。その時には多色刷りが困難であったため、「盛り上がり線」という技法を考案する。1936年、木版画の再版のために来日する。1948年から1953年にかけ、再び北京に滞在。『東洋への道坂』などの著書も出版している。ラムの版画は、新版画に属し、歌川広重の影響を受けており、「風と雨」における風雨を受ける人物、「少年と凧」にみられる凧上げをする子供は広重の風景画によく見受けられる。また、「少年と凧」には「蘭夢」という落款がされており、その字の通り、幻想的であった。東洋の雰囲気と西洋の思想が独特に合体した感じをしており、国際的に高い評価を受けている。生涯において7回の来日を果たしている。1954年2月、イタリアのジェノヴァで没した。

## 作品
- 「芝居小屋の通り」　木版画　ホノルル美術館所蔵　1907年
- 「内海のジャンク船」　木版画　千葉市美術館所蔵　1908年
- 「風と雨」木版画　千葉市美術館所蔵　1908年
- 「冬」　木版画　千葉市美術館所蔵　1909年
- 「川面にて」　木版画　千葉市美術館所蔵　1911年
- 「少年と凧」　木版画　千葉市美術館所蔵　1912年
- 「雨中の寺」　木版画　千葉市美術館所蔵　1916年
- 「中国の骨董市」　木版画　千葉市美術館所蔵　1924年
- 「中国の骨董市」　木版画（盛り上がり線、手彩色）　千葉市美術館所蔵　1924年
- 「糸を紡ぐ女神」　木版画（盛り上がり線、手彩色）　千葉市美術館所蔵　1930年

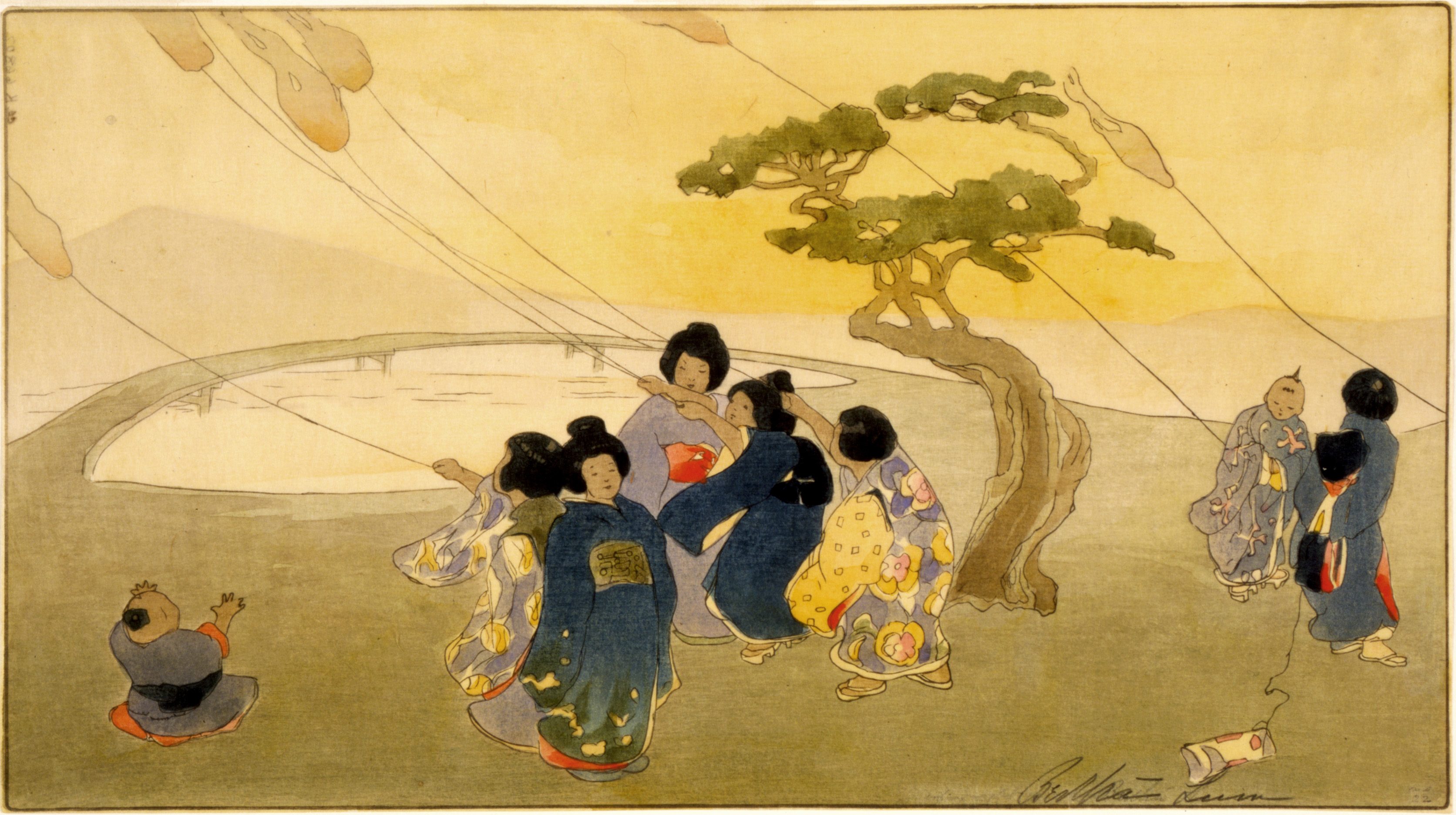
「Japanese children flying kites.1(凧揚げをする日本の子どもたち1)」1913年
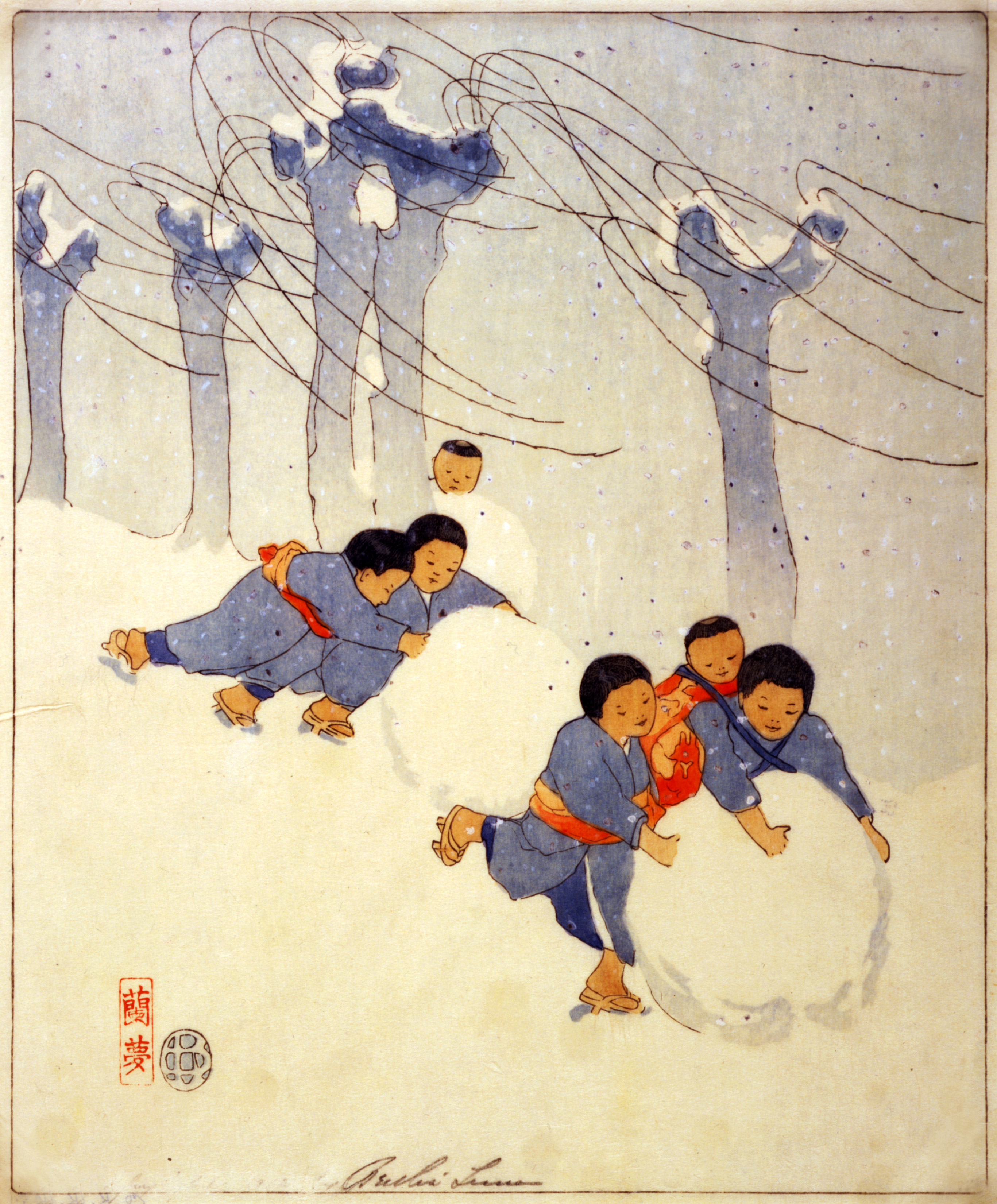
「Japanese children rolling large snow balls(大きな雪玉を転がす日本の子供たち)」1913年
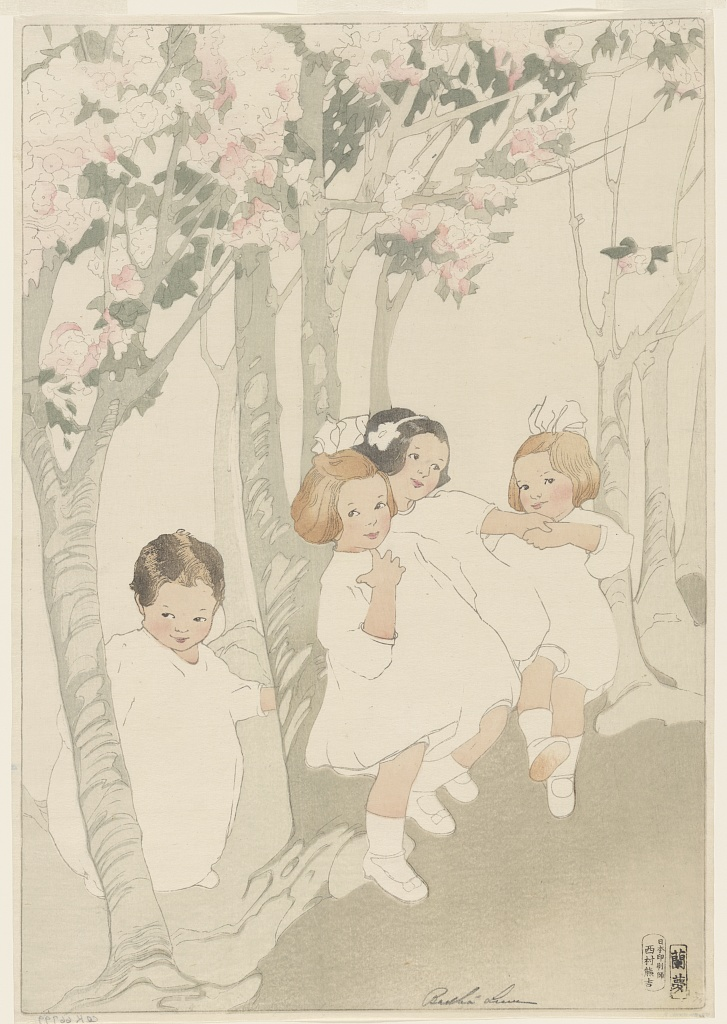
「four children dancing beneath blossoming cherry trees(花の咲く桜の下で踊る4人の子供)」1913年
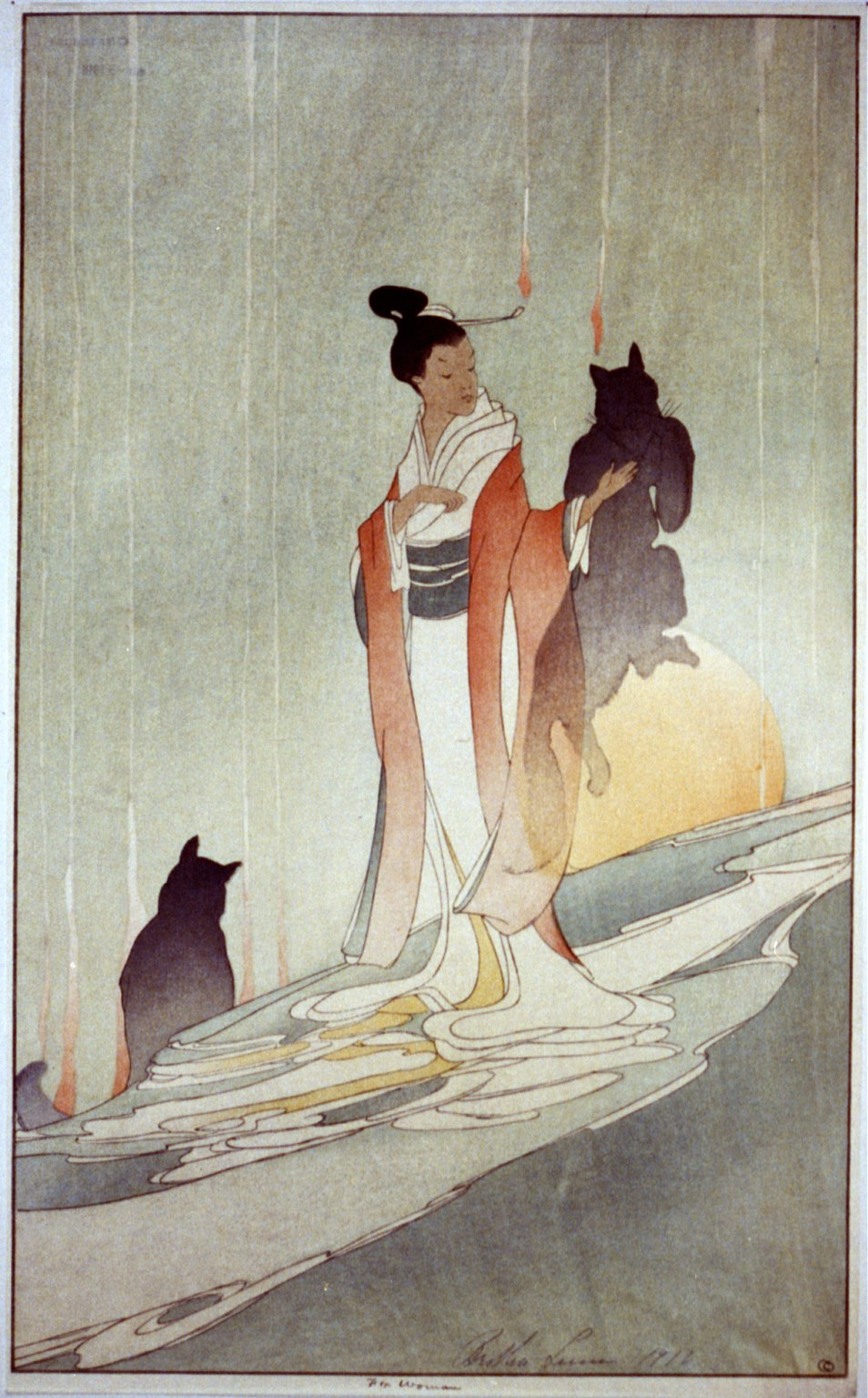
「狐女」1916年
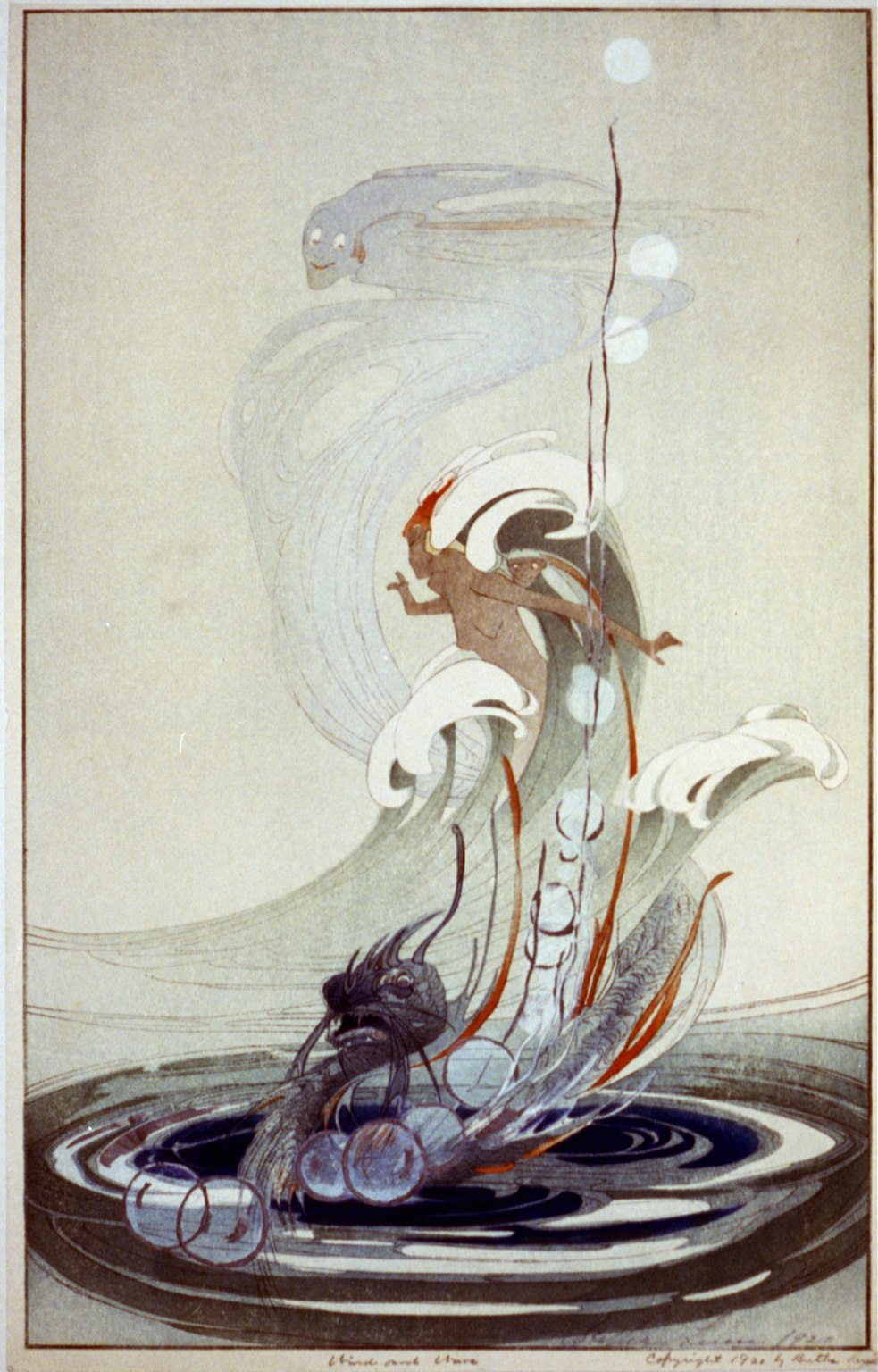
「Wind and wave」1920年